# Como antes (canción de Yandel)
«Como antes» es un sencillo del cantautor puertorriqueño Yandel en colaboración del rapero puertorriqueño Wisin, su excompañero del dúo Wisin & Yandel, siendo su primera canción juntos en cinco años tras su pausa como dúo musical. Fue lanzado digitalmente el 8 de septiembre de 2017 bajo Sony Music Latin, como el tercer sencillo de su quinto álbum de estudio como solista Update. La canción fue producida por Tainy y Jumbo.

## Vídeo musical
El vídeo musical del sencillo se estrenó el 7 de septiembre de 2017 en el canal oficial de YouTube de Yandel y fue dirigido por el director dominicano Jessy Terrero. La filmación del vídeo musical tuvo lugar en un taller de reparación de automóviles ubicado en Miami, Florida, en julio de 2017. Anteriormente, Terrero había dirigido dieciocho videoclips de Wisin & Yandel como dúo, incluyendo "Sexy Movimiento" (2007), "Me Estas Tentando" (2008), "Abusadora" (2009), "Algo Me Gusta de Ti" (2012) y "Follow the Leader" (2012). 

## Antecedentes
Yandel afirmó que "Como Antes" "es una canción de reggaetón muy bailable con una energía como en los viejos tiempos". El concepto de la canción es "recordar la música que Wisin & Yandel solían hacer antes pero añadiendo un toque más actualizado. La letra menciona varias canciones de Wisin & Yandel, incluyendo "En La Disco Bailoteo" (2003), "Dembow" (2003), "Saoco" (2004), "Mírala Bien" (2005), "Pam pam" (2006), "Pegao" (2006), "La Pared" (2007), y "Ahora Es" (2007).

## Recepción crítica
Suzette Fernández de Billboard afirmó que el dúo "vuelve a sus raíces, a su sonido único y letras callejeras", siendo elementos que "se han perdido con la evolución del género, pero los convirtieron en un dúo urbano icónico a principios de los años 2000". Isabelia Herrera de Remezcla.com elogió la producción de la canción afirmando que se trata de "un glorioso subidón de perreo de la vieja escuela que incluyen los gritos en el outro, y el gemido de una corista reggaetonera" .
Concluyó su crítica expresando que el tema "es una versión potente de su receta original, aunque "Dembow" y "Pam Pam" no son los temas más exitosos del dúo". Un editor de la revista digital colombiana KienyKe  afirmó que el éxito de la canción está causado por "una producción que combina a la perfección los sonidos del pasado y el presente". El redactor también expresó que "la canción conserva el estilo clásico del dúo, con una melodía que recuerda clásicos como "Pegao", "Dembow", "Rakata", "Mírala Bien" o "El Teléfono". 

## Créditos
Créditos adaptados desde Tidal.
- Miguel Correa – asistente
- Edwin Díaz – asistente
- Earcandy – Mezclador
- Mike Fuller – masterización
- Jumbo – productor musical
- Andre Mendoza – asistente
- Tainy – productor musical, escritor
- Wisin – cantante, voz
- Yandel – cantante, voz